# Королевский штандарт Великобритании

Королевский штандарт, применяемый в Англии, Северной Ирландии, Уэльсе, на Землях короны и Британских заморских территориях

Королевский штандарт, применяемый в Шотландии

Под Королевским штандартом Великобритании могут пониматься два похожих друг на друга флага, которые используются королем Карлом III в качестве суверена Британии, Земель короны и Британских заморских территорий. Одна версия флага применяется в Англии, Северной Ирландии, Уэльсе, на Землях короны и Британских заморских территориях; другая — исключительно в Шотландии.
Королевский штандарт Великобритании вывешивается над резиденцией пребывания монарха, либо же на транспорте, которым он путешествует в данный момент — автомобиле, корабле либо самолёте. Он также может вывешиваться над любым зданием (по желанию владельца), которое посещает король. Примечательным моментом является замена Юнион Джека королевским штандартом над Вестминстерским дворцом во время его посещения монархом для открытия сессии парламента. Вестминстерское аббатство, будучи королевской усыпальницей, является единственным зданием, на котором может вывешиваться королевский штандарт даже вне присутствия монарха.
Во время посещения монархом Парламента в Вестминстерском дворце, королевский штандарт развевается над Башней Виктории.
В отличие от Юнион Джека, королевский штандарт никогда не приспускается, даже в случае смерти или отречения монарха, так как корона сразу же переходит наследнику и на троне всегда есть монарх.